# Виґонін
Виґонін (пол. Wygonin) — село в Польщі, у гміні Стара Кішева Косьцерського повіту Поморського воєводства.
Населення — 33 особи (2011).
У 1975-1998 роках село належало до Гданського воєводства.

## Демографія
Демографічна структура станом на 31 березня 2011 року:
|          | Загалом | Допрацездатний вік | Працездатний вік | Постпрацездатний вік |
| -------- | ------- | ------------------ | ---------------- | -------------------- |
| Чоловіки | 13      | 2                  | 9                | 2                    |
| Жінки    | 20      | 2                  | 15               | 3                    |
| Разом    | 33      | 4                  | 24               | 5                    |